# Grote Prijs Stad Zottegem 1987
Il Grote Prijs Stad Zottegem 1987, cinquantaduesima edizione della corsa, si svolse il 18 agosto 1987 su un percorso di 184 km, con partenza e arrivo a Zottegem. Fu vinto dall'olandese Nico Verhoeven della Superconfex-Kwantum Hallen-Yoko davanti ai belgi Michel Vermote e Luc Roosen.

## Ordine d'arrivo (Top 10)
| Pos. | Corridore                  | Squadra                         | Tempo    |
| ---- | -------------------------- | ------------------------------- | -------- |
| 1    | Nico Verhoeven             | Superconfex-Kwantum Hallen-Yoko | 4h07'26" |
| 2    | Michel Vermote             | R.M.O.                          |          |
| 3    | Luc Roosen                 | Superconfex-Kwantum Hallen-Yoko |          |
| 4    | Jan Goessens               | Lotto-Eddy Merckx               |          |
| 5    | Frank Hoste                | Fagor-MBK                       |          |
| 6    | Hendrik Redant             | Robland-Isoglass-Galli          |          |
| 7    | Willem Van Den Eynde       |                                 |          |
| 8    | Jean-Philippe Vandenbrande | Hitachi-Marc                    |          |
| 9    | Filip Cottenies            | Robland-Isoglass-Galli          |          |
| 10   | Frans Maassen              | Superconfex-Kwantum Hallen-Yoko |          |